# Patricia Johnson
Patricia Marion Johnson (* 1929 in London; † 16. Dezember 2024) war eine britische Opernsängerin (Mezzosopran).

## Karriere
Patricia Johnson studierte Gesang bei Maria Linkers in London. Sie hatte eine starke, flexible Stimme und sang mit starkem dramatischem Ausdruck.
Nach Abschluss ihres Studiums sang Patricia Johnson im Chor der Covent Garden Oper, bevor sie 1954 in die Sadlers Wells Opera als Solistin wechselte. Unter ihren ersten Rollen waren die Titelrolle in Carmen, Dalila (Samson et Dalila) und Azucena (Il trovatore). Ab 1957 wirkte sie an der Basler Oper und beeindruckte dort vor allem in der Titelrolle von La Cenerentola. 1961 wechselte sie an die Deutsche Oper Berlin, wo sie als Azucena, Eboli (Don Carlos) und Fricka (Der Ring des Nibelungen) auftrat. Sie war die 1965 in der Uraufführung von Henzes Der junge Lord die Baronin Grünwiesel, und 1975 sang sie in Lulu die Geschwitz und eine Rolle in Cavallis La Calisto.
Bei den Salzburger Festspielen trat Patricia Johnson erstmals 1962/1963 auf, als Marzelline in Le nozze di Figaro. Zu ihren Rollen in Glyndebourne 1965 bis 1968 zählen die Jane Seymour in Anna Bolena, die Lady Billows in Albert Herring, die Zauberin in Dido and Aeneas und die Storgè in Jephtha. In der Covent Garden Opera war sie die Gräfin de Coigny in Andrea Chénier und sang 1985 die Andromache in Michael Tippetts King Priam, die Königin Gertrude in Humphrey Searles Hamlet, die Küsterin in Jenůfa, Marzelline, die Türkenbaba in The Rake’s Progress sowie die Mrs. Sedley in Peter Grimes. Johnson hat auch in Santa Fe und Aix-en-Provence gesungen. Ihre Rollen reichen von Cenerentola, Eboli und Lady Macbeth (in Verdis Macbeth) bis hin zu Fricka und Herodias (in Strauss’ Salome). Auch stellte sie die Claire Zachanassian in Der Besuch der alten Dame dar. 1989 hat Patricia Johnson die alte Dame in Leonard Bernsteins Candide sowie die Adelaide in Arabella gesungen. Die Kabanichka in Katja Kabanowa gilt als eine ihrer besten Interpretationen. 1991 trat sie in vielen Konzerten und Oratorien auf.

## Aufnahmen
- Dido and Aeneas
- Le nozze di Figaro
- Lulu
- Der junge Lord

Mit Johnson gibt es Video-Aufzeichnungen von Andrea Chénier und Don Carlos (Eboli).